# تابو (بازیگر)
تبسم فاطیما هاشمی (زادهٔ ۴ نوامبر ۱۹۷۱) مشهور به تابو، بازیگر و مدل هندی است که عمدتاً در فیلم‌های هندی‌زبان کار می‌کند. او یکی از ماهرترین بازیگران زن در سینمای هندی‌زبان دانسته می‌شود و غالباً هم در سینمای جریان اصلی و هم در سینمای مستقل در نقش زنان مشکل‌دار، از شخصیت‌های تخیلی تا ادبی حضور داشته است. او جوایز متعددی از جمله دو جایزه فیلم ملی، هفت جایزه فیلم‌فیر (شامل رکورد پنج جایزه منتقدان برای بهترین بازیگر زن) و دو جایزه فیلم‌فیر جنوب دریافت کرده است. در سال ۲۰۱۱، به او پادما شری، چهارمین نشان افتخار غیرنظامی برتر هند داده شد.

## زندگی

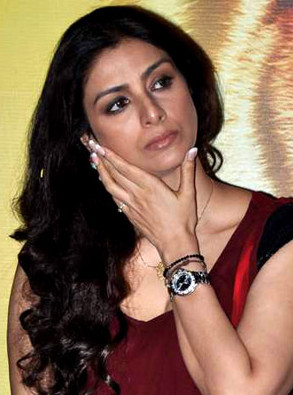
در سال ۲۰۱۲

تبسم فاطیما هاشمی در سال ۱۹۷۱ در یک خانواده مسلمان حیدر آبادی زاده شد. او می‌تواند به چندین زبان ازجمله :زبان تلوگو، زبان هندی ،زبان انگلیسی ،زبان بنگالی، زبان مراتی، زبان تامیلی ،زبان مالایالم ،زبان اسپانیایی و کمی هم زبان فرانسوی صحبت کند.

## جوایز و افتخارات

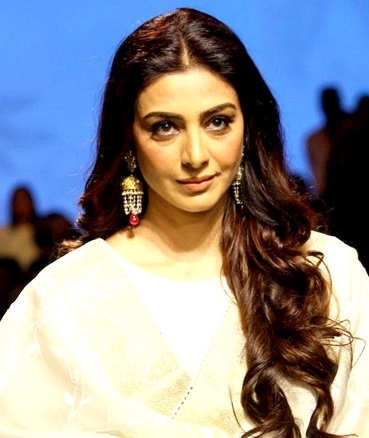
در سال ۲۰۱۷

وی در سال ۲۰۰۱ برنده جایزه فیلم‌فیر بهترین بازیگر زن شد.

## فیلم‌شناسی
فهرست برخی از فیلم‌هایی که تابو در آنها به ایفای نقش پرداخته است:
| سال  | نام فیلم                     | نقش                | بازیگرنقش‌مقابل           | جوایزوافتخارات                                                                                  |
| ---- | ---------------------------- | ------------------ | ------------------------ | ----------------------------------------------------------------------------------------------- |
| ۱۹۸۳ | بازار                        |                    |                          |                                                                                                 |
| ۱۹۸۵ | ما نوجوان هستیم              | پریا               |                          |                                                                                                 |
| ۱۹۹۱ | باربر درجه ۱                 | رانجانی            | داگوباتی ونکاتش          |                                                                                                 |
| ۱۹۹۲ | شیرین                        |                    | ایوب خان                 |                                                                                                 |
| ۱۹۹۴ | عشق اول                      | ساپنا              | ریشی کاپور               |                                                                                                 |
| ۱۹۹۴ | راه پیروزی                   | موهینی             | اجی دیوگن                | برنده جایزه فیلم فیر برای بهترین چهره تازه‌وارد                                                  |
| ۱۹۹۵ | حقیقت                        | سودا سینگ          | اجی دیوگن                |                                                                                                 |
| ۱۹۹۵ | در آغوش یار                  | کاویتا ورما        | ریشی کاپور               |                                                                                                 |
| ۱۹۹۵ | Prem                         | لاچی/سونیا         | سانجای کاپور             |                                                                                                 |
| ۱۹۹۶ | من فقط با تو ازدواج می‌کنم    | ماهالاکشمی         | آکینی ناگرجونا           | برنده جایزه فیلم فیر جنوب برای بهترین بازیگر زن                                                 |
| ۱۹۹۶ | سرزمین عشق                   | دیویا              | عباس                     |                                                                                                 |
| ۱۹۹۶ | عزیزم بریم خونه بابام        | دیویا              | گوویندا                  |                                                                                                 |
| ۱۹۹۶ | شهامت                        | آنجلی              | سانی دئول                |                                                                                                 |
| ۱۹۹۶ | پیروزی                       | تولسی              | سانی دئولسلمان خان       | نامزد جایزه فیلم فیر برای بهترین بازیگر نقش مکمل زن                                             |
| ۱۹۹۶ | تو دزد هستی، من پلیس هستم    | کاجال              | آکشی کومارسیف علی خان    |                                                                                                 |
| ۱۹۹۶ | چوب کبریت                    | ویراندار           | چاندراچور سینگ           | نامزد جایزه فیلم فیر برای بهترین بازیگر زن                                                      |
| ۱۹۹۶ | آب سیاه                      | پارواتی            | موهن لال                 |                                                                                                 |
| ۱۹۹۷ | وراثت                        | جینا ران           | آنیل کاپور               | نامزد جایزه فیلم فیر برای بهترین بازیگر زن - برنده جایزه منتقدان فیلم فیر برای بهترین بازیگر زن |
| ۱۹۹۷ | عمه ۴۲۰                      | جانکی              | کمال حسن                 |                                                                                                 |
| ۱۹۹۷ | دوتا                         | سنتامارای          | موهن لال                 |                                                                                                 |
| ۱۹۹۷ | مرز                          | یامورا کوار        | سانی دئولسونیل شتی       |                                                                                                 |
| ۱۹۹۷ | Darmiyaan: In Between        | چیترا              |                          |                                                                                                 |
| ۱۹۹۸ | او همسر من است               | آرچانا             | آکینی ناگرجونا           |                                                                                                 |
| ۱۹۹۸ | ۲۰۰۱: دو هزار یک             | بیلو               | جکی شروف                 |                                                                                                 |
| ۱۹۹۸ | Thaayin Manikodi             | آنجلی              |                          |                                                                                                 |
| ۱۹۹۹ | ما با هم هستیم               | سادنا شارما        | موهنیش باهل              |                                                                                                 |
| ۱۹۹۹ | کوهرام                       | بازرس کیران پاتکار | آمیتاب باچاننانا پاتیکار |                                                                                                 |
| ۱۹۹۹ | ارثیه شوم                    | سومن دو            | اجی دیوگن                |                                                                                                 |
| ۱۹۹۹ | تو هستی                      | پروین پانا         | سونیل شتینانا پاتیکار    | نامزد جایزه فیلم فیر برای بهترین بازیگر زن - برنده جایزه منتقدان فیلم فیر برای بهترین بازیگر زن |
| ۱۹۹۹ | همسر شماره ۱                 | لاولی کورانا       | آنیل کاپورسلمان خان      |                                                                                                 |
| ۲۰۰۰ | دوست                         | بازرس جایاتری      |                          |                                                                                                 |
| ۲۰۰۰ | من دیده‌ام، دیده‌ام            | سومیا              | عباس                     |                                                                                                 |
| ۲۰۰۰ | مقاله اصلی                   | جازمین خان         |                          |                                                                                                 |
| ۲۰۰۰ | ایده                         | روشنی چوبی         | نانا پاتیکار             |                                                                                                 |
| ۲۰۰۰ | کلک                          | آرادا پانیکار      | آکشی کومارسونیل شتی      |                                                                                                 |
| ۲۰۰۰ | هویت                         | آدیتی پاندیت       | موهنیش باهل              | نامزد جایزه فیلم فیر برای بهترین بازیگر زن - برنده جایزه منتقدان فیلم فیر برای بهترین بازیگر زن |
| ۲۰۰۰ | شکارچی                       | سومن               | گوویندا                  |                                                                                                 |
| ۲۰۰۰ | کمین                         | کاویتا چوداری      |                          |                                                                                                 |
| ۲۰۰۰ | به دل نگیر دوست من!!         | کامیا لال          |                          |                                                                                                 |
| ۲۰۰۱ | دل دوباره به یاد آورد        | روشنی باترا        | گوویندا                  |                                                                                                 |
| ۲۰۰۱ | درآمد هست آنه مخارج یک روپیه | مینا               | گوویندا                  |                                                                                                 |
| ۲۰۰۱ | چاندنی بار                   | ممتاز              |                          | نامزد جایزه فیلم فیر برای بهترین بازیگر زن                                                      |
| ۲۰۰۲ | زندگی زیباست                 | شالو               |                          |                                                                                                 |
| ۲۰۰۲ | همدم                         | ساویتری رائو       | حضور افتخاری             |                                                                                                 |
| ۲۰۰۲ | سوداگران                     | کاپیتان سونیا خانا | سانی دئولارباز خان       |                                                                                                 |
| ۲۰۰۲ | در حال حاضر                  | ریوا               | سانجای سوری              |                                                                                                 |
| ۲۰۰۲ | چناکساوا ردی                 | دوی                |                          |                                                                                                 |
| ۲۰۰۳ | فرار از تله                  | نها پاندیت         | سانی دئول                |                                                                                                 |
| ۲۰۰۳ | هوا                          | سانجانا            | شهباز خان                |                                                                                                 |
| ۲۰۰۳ | مقبول                        | نیمی               | عرفان خان                |                                                                                                 |
| ۲۰۰۳ | دوباره در جنگل               | شارمیلا            |                          |                                                                                                 |
| ۲۰۰۳ | Khanjar: The Knife           | شیلپا              | سونیل شتی                |                                                                                                 |
| ۲۰۰۴ | میناکسی                      | میناکسی            |                          |                                                                                                 |
| ۲۰۰۴ | من اکنون اینجایم             | آپارنا             | نقش کوتاه                |                                                                                                 |
| ۲۰۰۵ | هر کس                        | شانتی              | چیرانجیوی                |                                                                                                 |
| ۲۰۰۵ | زنجیره                       | رحانا              |                          |                                                                                                 |
| ۲۰۰۵ | باگماتی                      | باگماتی            | میلیند سمان              |                                                                                                 |
| ۲۰۰۶ | شوک                          | گیتا               | راوی تجا                 |                                                                                                 |
| ۲۰۰۶ | فنا                          | مالینی تیاجی       | عامر خان                 |                                                                                                 |
| ۲۰۰۶ | نام خانوادگی                 | آشیما              | عرفان خان                |                                                                                                 |
| ۲۰۰۷ | قند کمتر                     | نینا ورما          | آمیتاب باچان             | برنده جایزه منتقدان فیلم فیر برای بهترین بازیگر زن                                              |
| ۲۰۰۷ | موسیقی راک                   | بازرس جایاتری ورما |                          |                                                                                                 |
| ۲۰۰۷ | Sarhad Paar                  | پامی               | سانجی دات                |                                                                                                 |
| ۲۰۰۷ | ام شانتی ام                  | خودش               | حضور افتخاری             |                                                                                                 |
| ۲۰۰۸ | پاندورانگادو                 | آمروتا             | نانداموری بالاکریشنا     | نامزد جایزه فیلم فیر جنوب برای بهترین بازیگر نقش مکمل زن                                        |
| ۲۰۰۸ | این موضوع است                | سوواراج یالاکشمی   | عباس                     |                                                                                                 |
| ۲۰۱۰ | مطمئنا همینطوره!             | راجشواری ساکسنا    | شارمان جوشی              |                                                                                                 |
| ۲۰۱۰ | خدا قسم                      | نیتو سینگ          | سانی دئول                |                                                                                                 |
| ۲۰۱۱ | ارومی                        | خودش               | حضور افتخاری             |                                                                                                 |
| ۲۰۱۲ | زندگی پی                     | گیتا پاتل          | عرفان خان                |                                                                                                 |
| ۲۰۱۳ | دیوید (هندی)                 | فرنی               |                          |                                                                                                 |
| ۲۰۱۳ | دیوید (تامیلی)               | فرنی               |                          |                                                                                                 |
| ۲۰۱۴ | حیدر                         | غزالا میر          | شاهد کاپور               | برنده جایزه فیلم فیر برای بهترین بازیگر نقش مکمل زن                                             |
| ۲۰۱۴ | جی هو                        | گیتا آگنیهوتری     | سلمان خان                |                                                                                                 |
| ۲۰۱۵ | شمشیر                        | ریما کومار         | عرفان خان                |                                                                                                 |
| ۲۰۱۵ | دید ظاهری                    | میرا دشموک         | اجی دیوگن                | نامزد جایزه فیلم فیر برای بهترین بازیگر نقش مکمل زن                                             |
| ۲۰۱۶ | وسواس                        | بگوم حضرت جان      |                          |                                                                                                 |
| ۲۰۱۷ | هرج و مرج دوباره             | آنا متیو           | اجی دیوگن                |                                                                                                 |
| ۲۰۱۸ | گمشده                        | آپارنا دوبی        | مانوج باجپایی            |                                                                                                 |
| ۲۰۱۸ | ملودی کور                    | سیمی سینها         | آیوشمان کورانا           | نامرد جایزه فیلم فیر برای بهترین بازیگر زن - نامزد جایزه منتقدان فیلم فیر برای بهترین بازیگر زن |
| ۲۰۱۸ | سانجو                        | حضور افتخاری       |                          |                                                                                                 |
| ۲۰۱۹ | بهارات                       | گودیا کومار        | چهره ویژه                |                                                                                                 |
| ۲۰۱۹ | عشقت را به من بده            | مانجور رائو مهرا   | اجی دیوگن                |                                                                                                 |
| ۲۰۲۰ | جوانی جان من                 | آنانیا             | سیف علی خان              |                                                                                                 |
| ۲۰۲۰ | جایی در ویکنتاپورام          | یاسودا             |                          | نامزد جایزه فیلم فیر جنوب برای بهترین بازیگر نقش مکمل زن                                        |
| ۲۰۲۲ | هزار تو ۲                    | آنجولیکا           |                          | نامزد جایزه فیلم فیر برای بهترین بازیگر زن - برنده جایزه منتقدان فیلم فیر برای بهترین بازیگر زن |
| ۲۰۲۲ | ظاهر فریبنده ۲               | میرا دشموک         | اجی دیوگن                |                                                                                                 |
| ۲۰۲۳ | بهولا                        | دیانا جوزف         | دیپاک دوبریال            |                                                                                                 |
| ۲۰۲۳ | سگ‌ها                         | پونام شاندو        | نصیرالدین شاه            |                                                                                                 |
| ۲۰۲۳ | راز                          | کریشنا مهرا        |                          |                                                                                                 |
| ۲۰۲۴ | خدمه                         | گیتا               |                          |                                                                                                 |
| ۲۰۲۴ | بقیه کجا جرئت داشتند         | واسودها            |                          |                                                                                                 |